# مارک نیلسن (تنیس‌باز)
 مارک نیلسن (انگلیسی: Mark Nielsen؛ زاده ۸ اکتبر ۱۹۷۷) یک تنیس‌باز اهل نیوزیلند است.